# Хімічні методи підвищення нафтовилучення
Хімічні методи підвищення нафтовилучення (МПН) — застосовуються для додаткового вилучення нафти із сильно виснажених, заводнених нафтоносних пластів із розсіяною, нерегулярною нафтонасиченістю.
Об'єктами застосування є поклади з низькою в'язкістю нафти (не більше 10 МПа·с), низькою солоністю води, продуктивні пласти представлені карбонатними колекторами з низькою проникністю.
До цих методів відносять:
- Реагентна обробка нафтових свердловин
- Кислотна обробка свердловин
- Кислотна ванна

Іноді до хімічних методів зараховують витиснення нафти водними розчинами ПАР, полімерів, лужними і кислотними розчинами.

## Витиснення нафти водними розчинами ПАР
Заводнення водними розчинами поверхнево-активних речовин (ПАР) спрямоване на зниження поверхневого натягу на межі «нафта — вода», збільшення рухливості нафти та покращення витіснення її водою. За рахунок поліпшення змочуваності породи водою вона проникає в пори, зайняті нафтою, рівномірніше рухається пластом і краще витісняє нафту.
Поверхнева активність, яку проявляють органічні речовини, обумовлена не лише хімічною будовою, а й зовнішніми умовами: характером середовища, фазових станів, концентрацією ПАР, температурою.

## Витиснення нафти розчинами полімерів
До технологій за допомогою яких можна збільшити коефіцієнт вилучення нафти (КВН) належить полімерне заводнення. У воді розчиняють високомолекулярний полімер (поліакриламід), що має здатність навіть при малих концентраціях істотно підвищувати в'язкість води, знижувати її рухливість і за рахунок цього підвищувати охоплення пластів заводненням.
Основна і найпростіша властивість полімерів полягає в загущенні води. Це призводить до зменшення співвідношення в'язкості нафти і води в пласті та скорочення умов прориву води, обумовлених різницею в'язкості або неоднорідністю пласта.
Крім того, полімерні розчини, володіючи підвищеною в'язкістю, краще витісняють не тільки нафту, а й пов'язану пластову воду з пористого середовища. Тому вони вступають у взаємодію зі скелетом пористого середовища, тобто породою та цементуючою речовиною. Це викликає адсорбцію молекул полімерів, які випадають із розчину на поверхню пористого середовища та перекривають канали або погіршують фільтрацію в них води. Полімерний розчин переважно надходить у високопроникні шари, і за рахунок цих двох ефектів — підвищення в'язкості розчину та зниження провідності середовища — відбувається суттєве зменшення динамічної неоднорідності потоків рідини та, як наслідок, підвищення охоплення пластів заводненням.
Станом на початок ХХІ ст.. метод полімерного заводнення застосовується на родовищах як з легкою так і з важкої нафтою. Полімери, що використовуються при цьому, здатні витримувати високі температури і високий рівень мінералізації протягом тривалого часу. Як правило, полімерне заводнення застосовується при несприятливому відношенні мобільностей при заводненні водою або при певному ступені неоднорідності пласта, коли закачування полімеру допоможе знизити рухливість води у високопроникних зонах, підтримуючи витіснення нафти із низькопроникних зон.

## Витиснення нафти лужними і кислотними розчинами
Метод лужного заводнення нафтових пластів заснований на взаємодії лугів із пластовою нафтою та породою. При контакті лугу з кислотними компонентами нафти (органічними кислотами) утворюються водорозчинні солі, що мають властивості поверхнево-активних речовин (ПАР). Утворені ПАР адсорбуються на контакті нафтавода і поверхні порід, знижують міжфазний натяг (МФН) і змінюють змочуваність теригенних порід (у вапняках змочуваність практично не змінюється). Механізм лужного впливу має інтегральний характер: на повноту вилучення нафти основний вплив надає процес осадоутворення, потім зниження міжфазного натягу на межі нафтивода і часткова гідрофобізація породи. Лужне заводнення найбільш перспективне для витіснення в'язких нафт, що містять кислотні компоненти, на родовищах з високою обводненістю свердловинної продукції та неоднорідною будовою теригенних колекторів.
Застосування розчинів лугів — один з найефективніших способів зменшення контактного кута змочування породи водою, тобто гідрофілізації пористого середовища, що призводить до підвищення коефіцієнта витіснення нафти водою.
До складу лужних розчинів входять їдкий натр (каустична сода), гідрат оксиду амонію (аміачний розчин), силікат натрію (рідке скло), розчинені у воді. При малих об'ємах дії застосовують концентрований розчин товарного лугу. Розчини лугу готують на опрісненій воді із вмістом солей кальцію та магнію до 78 мг-екв/л.
При циклічному закачуванні розчину лугу і води облямівка залежить від ступеня неоднорідності, складу і властивостей пластової води і нафти і не повинна бути меншою від 0,20,5 об'єму пласта, що дренується. Процес можна інтенсифікувати поперемінним закачуванням в пласт лужного агента і розчину з компонентами, здатними при взаємодії із лугами утворювати осади, нерозчинні у воді. Зазвичай це розчини силікату натрію, хлористого магнію або кальцію. Осадоутворення знижує рухливість пластової рідини в тих зонах, куди надійшла більша частина води, що нагнітається, попереджаючи її прорив.
Однією з модифікацій методу є силікатно-лужне заводнення та закачування аміачної води, засновані на утворенні нерозчинних осадів при взаємодії хімічних реагентів з компонентами пластової води, внаслідок чого підвищується охоплення пласта витісненням. Лужне заводнення дозволяє збільшувати коефіцієнт витіснення нафти на 15 % порівняно з традиційним.
Для підвищення нафтовилучення пластів застосовують також сірчанокислотне заводнення. Механізм витіснення нафти сірчаною кислотою полягає в утворенні кислого гудрону в найбільш промитій водою зоні та поверхнево активних водорозчинних сульфокислот. Зниження міжфазного натягу до 3-4 мН/м посилює відмиваючий ефект нафти з частковим її розчиненням у сульфокислотах і водопроникність промитих зон за рахунок кольматації в'язкої смолянистої маси.
Застосовують технічну сірчану кислоту концентрацією до 96 % або алкільовану сірчану кислоту (АСК) концентрацією 80-85 %. Технологія полягає у закачуванні в пласт облямівки сірчаної кислоти в кількості до 15 % порового об'єму пласта з наступним підключенням загальної системи заводнення.